# Aandachtsvertekening
Aandachtsvertekening of aandachts-effect is de neiging om zich bij beslissingen of bij de beeldvorming te laten beïnvloeden door gedachten of ideeën die we eerder en vaker hadden.
Bijvoorbeeld mensen die vaak nadenken over de kleren die ze dragen, schenken meer aandacht aan de kleren die anderen dragen. Daardoor kan er soms niet goed een totaalplaatje gevormd worden en kunnen andere belangrijke aspecten aan het oog verloren gaan.

## Voorbeeld
|                | A Present | A Niet Present |
| -------------- | --------- | -------------- |
| B Present      | AP-BP     | AN-BP          |
| B Niet Present | AP-BN     | AN-BN          |

Het meest bekende concept is een situatie waarin twee condities zich voordoen (A en B), die present zijn (P) of niet present (N). Er zijn vervolgens 4 uitkomsten: beide present (AP-BP), beide niet present (AN-BN), alleen A present (AP-BN), en alleen B present (AN-BP). Op bijvoorbeeld de vraag: ‘Beantwoordt god gebeden?’, zeggen sommigen: ‘ja’, opvolgend met ‘Vele malen heb ik god om iets gevraagd en gekregen’. Zij zouden als eindresultaat (AP-BP) benadrukkend kunnen aangeven. Een onpartijdig iemand zou dit kunnen tegenspreken, door te zeggen dat er twee opties genegeerd zijn. Namelijk de vragen: ‘Heeft god ooit wat gegeven waar niet om gevraagd is?’ en: ‘Is er weleens iets gevraagd wat niet ontvangen is?’
Dit experiment ondersteunt de algemene conclusie dat mensen vaak een deel van de mogelijkheden negeren.